# Kudarc

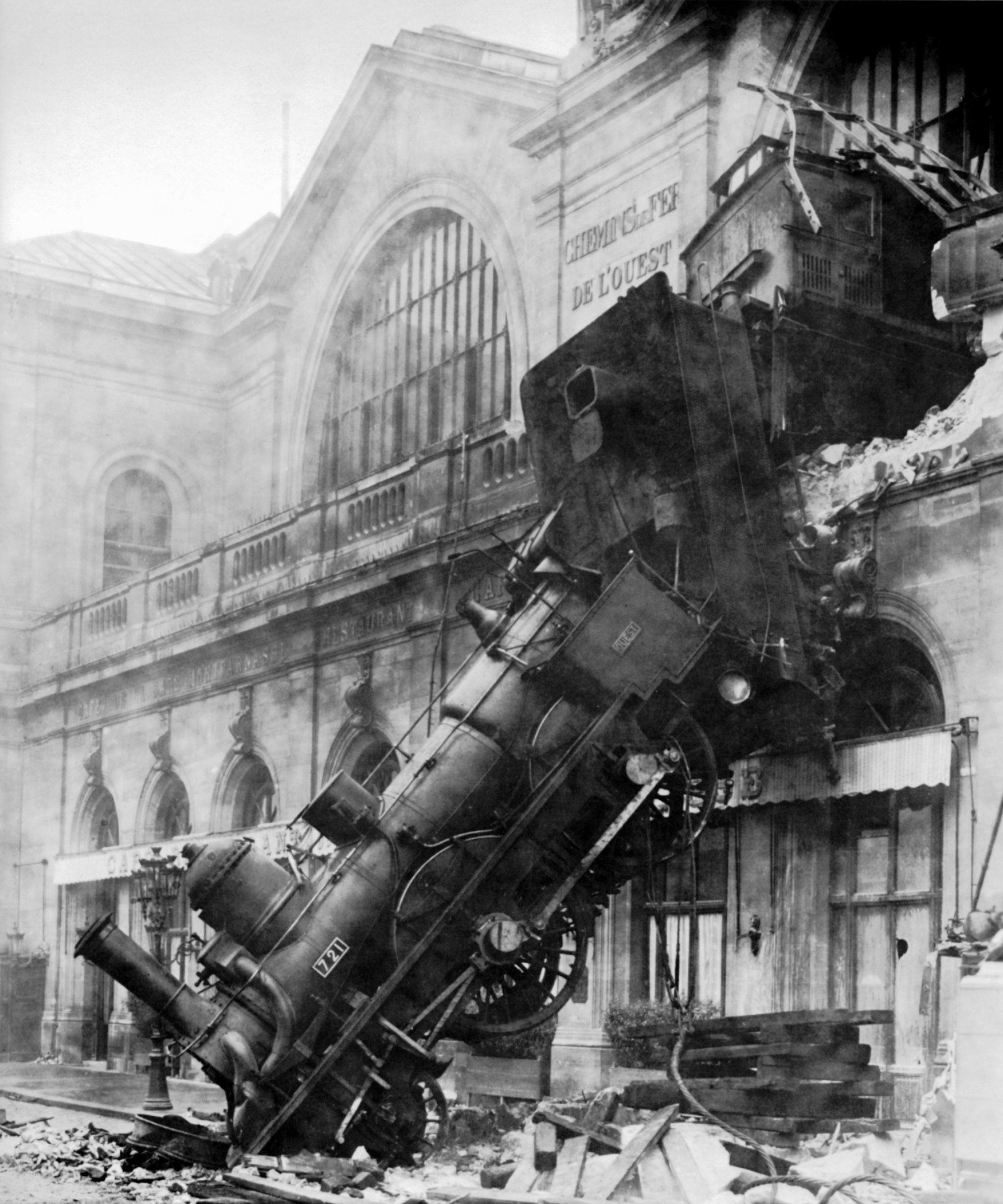
Mozdony roncs Montparnasseben, Franciaországban (1895).

A kudarc olyan állapot, amely a kitűzött vagy elfogadható célt nem teljesíti és a siker ellentéteként értelmezhető.

## Internetes mémek
A "csúfos kudarc" (miserable failure) kifejezést a google keresője egy ideig elsőként a George W. Bush életrajzát jelenítette meg a Fehér Ház weboldalán, ami Google-bomba néven vált közismertté.
A Twitter mikroblog túlterheltség esetén egy bálnát jelenít meg, ezt a bálnát nevezik "fail whale"-nek (bukás bálna).

## Lásd még
- Murphy törvénye
- Bug (informatika)

## Fordítás
- Ez a szócikk részben vagy egészben  a   Failure című angol Wikipédia-szócikk fordításán alapul.  Az eredeti cikk szerkesztőit annak laptörténete sorolja fel. Ez a jelzés csupán a megfogalmazás eredetét és a szerzői jogokat jelzi, nem szolgál a cikkben szereplő információk forrásmegjelöléseként.